# Acropyga arnoldi
Acropyga arnoldi é uma espécie de formiga do gênero Acropyga, pertencente à subfamília Formicinae.